# Euacanthellinae
Euacanthellinae — підродина стрибаючих комах з родини цикадок (Cicadellidae).

## Опис
Зустрічається в Австралії, Новій Зеландії. Великого розміру цикадки коричневого кольору. Голова з виступом. Макросетальна формула задніх стегон дорівнює 2+1. Мають схожістю з Aphrodinae і Drakensburgeninae.

## Види
Виділяють 4 роди та близько 10 видів.
- Euacanthella Evans, 1939[3]
  - Euacanthella bicolor
  - Euacanthella impressa
  - Euacanthella palustris
- Myerslopella Evans, 1977 — Австралія[4]
  - Myerslopella cardiata
  - Myerslopella coronata
  - Myerslopella miserabilis
  - Myerslopella monteithi
  - Myerslopella spinata
  - Myerslopella taylori
- Paulianiana Evans, 1953 — Мадагаскар[5]
  - Paulianiana dracula Evans, 1953
- Sagmation Hamilton, 1999 — 3 види, Австралія, Нова Каледонія[2]
  - Sagmation horridum Hamilton, 1999